# Football Club Bagnols-Pont
Actualités
Le Football Club Bagnols-Pont est un club de football français situé à Pont-Saint-Esprit et fondé en 1992 sous le nom d'Union Club Bagnols Jeunesse.
L'UC Bagnols Jeunesse fait parler de lui pour la première fois au niveau national en 1995 lorsqu'il accède seulement trois ans après sa création au CFA 2. En 2000, le club fusionne avec son illustre voisin, l'Indépendante Pont-Saint-Esprit qui végète en Division d'Honneur Régionale et devient le Football Club Bagnols-Pont, on doit cette fusion des deux clubs à Gérard Védrine et Georges Garin, le premier duo présidentiel du FCBP. Le club va alors enchaîner les aller-retour entre CFA 2 et Division d'Honneur en empochant au passage deux titres supplémentaires de champion régional.
Le club évolue en Régional 1 depuis la saison 2023-2024 après avoir été relégué de National 3 en 2023.
Le club évolue principalement au stade Léon Lagrange, bien qu'il y ait la possibilité de jouer dans d'autres stades, comme au stade Clos Bon Aure, situé à Pont-Saint-Esprit.

## Histoire

### Le FC Bagnols-Pont
En 2000, les dirigeants de l'Indépendante Pont-Saint-Esprit et de l'UC Bagnols Jeunesse décident de fusionner alors que l'UCB a terminé 12e et dernier de Division d'Honneur du Languedoc-Roussillon et doit être relégué au niveau inférieur où l'Indépendante de Pont-Saint-Esprit évolue depuis déjà deux saisons.

## Image et identité
Le nom du club a subi beaucoup de changements au cours de son histoire, au gré des nombreuses fusions qu'a connu le football bagnolais.
Les couleurs du clubs sont le bleu et le blanc, qui sont les couleurs historique de l'Indépendante Pont-Saint-Esprit[réf. nécessaire].
Lors de la fusion entre l'UC Bagnols Jeunesse et l'Indépendante, en 2000, un nouveau logo est créé en fusionnant les deux anciens blasons.[réf. nécessaire].
| Indépendante de Pont-Saint-Esprit (1921-1924) | Indépendante de Pont-Saint-Esprit (1921-1924) | Indépendante de Pont-Saint-Esprit (1921-1924) | Indépendante de Pont-Saint-Esprit (1921-1924) | Indépendante de Pont-Saint-Esprit (1921-1924) | Indépendante de Pont-Saint-Esprit (1921-1924) |                                          |  | Union Club Bagnolais (1921-1958)              | Union Club Bagnolais (1921-1958)              | Union Club Bagnolais (1921-1958)              | Union Club Bagnolais (1921-1958)              | Union Club Bagnolais (1921-1958)              | Union Club Bagnolais (1921-1958)              |  |  |                              |                              | Association Sportive du Commissariat à l'Energie Atomique (1957-1958) | Association Sportive du Commissariat à l'Energie Atomique (1957-1958) | Association Sportive du Commissariat à l'Energie Atomique (1957-1958) | Association Sportive du Commissariat à l'Energie Atomique (1957-1958) | Association Sportive du Commissariat à l'Energie Atomique (1957-1958) | Association Sportive du Commissariat à l'Energie Atomique (1957-1958) |                                                     |                                                     |                                                     |                                                     |                                                     |                                                     |  |  |                                  |                                  |                                  |                                  |                                  |                                  |  |  |  |  |  |  |  |  |  |  |                                                    |                                                    |                                                    |                                                    |                                                    |                                                    |
| Indépendante de Pont-Saint-Esprit (1921-1924) | Indépendante de Pont-Saint-Esprit (1921-1924) | Indépendante de Pont-Saint-Esprit (1921-1924) | Indépendante de Pont-Saint-Esprit (1921-1924) | Indépendante de Pont-Saint-Esprit (1921-1924) | Indépendante de Pont-Saint-Esprit (1921-1924) | Union Sportive Spiripontaine (1924-193x) |  | Union Club Bagnolais (1921-1958)              | Union Club Bagnolais (1921-1958)              | Union Club Bagnolais (1921-1958)              | Union Club Bagnolais (1921-1958)              | Union Club Bagnolais (1921-1958)              | Union Club Bagnolais (1921-1958)              |  |  |                              |                              | Association Sportive du Commissariat à l'Energie Atomique (1957-1958) | Association Sportive du Commissariat à l'Energie Atomique (1957-1958) | Association Sportive du Commissariat à l'Energie Atomique (1957-1958) | Association Sportive du Commissariat à l'Energie Atomique (1957-1958) | Association Sportive du Commissariat à l'Energie Atomique (1957-1958) | Association Sportive du Commissariat à l'Energie Atomique (1957-1958) |                                                     |                                                     |                                                     |                                                     |                                                     |                                                     |  |  |                                  |                                  |                                  |                                  |                                  |                                  |  |  |  |  |  |  |  |  |  |  |                                                    |                                                    |                                                    |                                                    |                                                    |                                                    |
|                                               |                                               |                                               |                                               |                                               |                                               |                                          |  |                                               |                                               |                                               |                                               |                                               |                                               |  |  |                              |                              |                                                                       |                                                                       |                                                                       |                                                                       |                                                                       |                                                                       |                                                     |                                                     |                                                     |                                                     |                                                     |                                                     |  |  |                                  |                                  |                                  |                                  |                                  |                                  |  |  |  |  |  |  |  |  |  |  |                                                    |                                                    |                                                    |                                                    |                                                    |                                                    |
| Indépendante de Pont-Saint-Esprit (193x-2000) | Indépendante de Pont-Saint-Esprit (193x-2000) | Indépendante de Pont-Saint-Esprit (193x-2000) | Indépendante de Pont-Saint-Esprit (193x-2000) | Indépendante de Pont-Saint-Esprit (193x-2000) | Indépendante de Pont-Saint-Esprit (193x-2000) |                                          |  | Entente Sportive Bagnols-Marcoule (1958-1983) | Entente Sportive Bagnols-Marcoule (1958-1983) | Entente Sportive Bagnols-Marcoule (1958-1983) | Entente Sportive Bagnols-Marcoule (1958-1983) | Entente Sportive Bagnols-Marcoule (1958-1983) | Entente Sportive Bagnols-Marcoule (1958-1983) |  |  | Bagnols-Jeunesse (1963-1977) | Bagnols-Jeunesse (1963-1977) | Bagnols-Jeunesse (1963-1977)                                          | Bagnols-Jeunesse (1963-1977)                                          | Bagnols-Jeunesse (1963-1977)                                          | Bagnols-Jeunesse (1963-1977)                                          |                                                                       |                                                                       | Association Sportive de Saint-Alexandre (1960-1967) | Association Sportive de Saint-Alexandre (1960-1967) | Association Sportive de Saint-Alexandre (1960-1967) | Association Sportive de Saint-Alexandre (1960-1967) | Association Sportive de Saint-Alexandre (1960-1967) | Association Sportive de Saint-Alexandre (1960-1967) |  |  |                                  |                                  |                                  |                                  |                                  |                                  |  |  |  |  |  |  |  |  |  |  |                                                    |                                                    |                                                    |                                                    |                                                    |                                                    |
| Indépendante de Pont-Saint-Esprit (193x-2000) | Indépendante de Pont-Saint-Esprit (193x-2000) | Indépendante de Pont-Saint-Esprit (193x-2000) | Indépendante de Pont-Saint-Esprit (193x-2000) | Indépendante de Pont-Saint-Esprit (193x-2000) | Indépendante de Pont-Saint-Esprit (193x-2000) |                                          |  | Entente Sportive Bagnols-Marcoule (1958-1983) | Entente Sportive Bagnols-Marcoule (1958-1983) | Entente Sportive Bagnols-Marcoule (1958-1983) | Entente Sportive Bagnols-Marcoule (1958-1983) | Entente Sportive Bagnols-Marcoule (1958-1983) | Entente Sportive Bagnols-Marcoule (1958-1983) |  |  | Bagnols-Jeunesse (1963-1977) | Bagnols-Jeunesse (1963-1977) | Bagnols-Jeunesse (1963-1977)                                          | Bagnols-Jeunesse (1963-1977)                                          | Bagnols-Jeunesse (1963-1977)                                          | Bagnols-Jeunesse (1963-1977)                                          |                                                                       |                                                                       | Association Sportive de Saint-Alexandre (1960-1967) | Association Sportive de Saint-Alexandre (1960-1967) | Association Sportive de Saint-Alexandre (1960-1967) | Association Sportive de Saint-Alexandre (1960-1967) | Association Sportive de Saint-Alexandre (1960-1967) | Association Sportive de Saint-Alexandre (1960-1967) |  |  | Union Club Bagnolais (1983-1992) | Union Club Bagnolais (1983-1992) | Union Club Bagnolais (1983-1992) | Union Club Bagnolais (1983-1992) | Union Club Bagnolais (1983-1992) | Union Club Bagnolais (1983-1992) |  |  |  |  |  |  |  |  |  |  | Saint-Alexandre Olympique Spiripontain (1967-1968) | Saint-Alexandre Olympique Spiripontain (1967-1968) | Saint-Alexandre Olympique Spiripontain (1967-1968) | Saint-Alexandre Olympique Spiripontain (1967-1968) | Saint-Alexandre Olympique Spiripontain (1967-1968) | Saint-Alexandre Olympique Spiripontain (1967-1968) |
|                                               |                                               |                                               |                                               |                                               |                                               |                                          |  |                                               |                                               |                                               |                                               |                                               |                                               |  |  | Bagnols-Jeunesse (1977-1992) | Bagnols-Jeunesse (1977-1992) | Bagnols-Jeunesse (1977-1992)                                          | Bagnols-Jeunesse (1977-1992)                                          | Bagnols-Jeunesse (1977-1992)                                          | Bagnols-Jeunesse (1977-1992)                                          |                                                                       |                                                                       | Olympique Spiripontain (1968-2000)                  | Olympique Spiripontain (1968-2000)                  | Olympique Spiripontain (1968-2000)                  | Olympique Spiripontain (1968-2000)                  | Olympique Spiripontain (1968-2000)                  | Olympique Spiripontain (1968-2000)                  |  |  | Union Club Bagnolais (1983-1992) | Union Club Bagnolais (1983-1992) | Union Club Bagnolais (1983-1992) | Union Club Bagnolais (1983-1992) | Union Club Bagnolais (1983-1992) | Union Club Bagnolais (1983-1992) |  |  |  |  |  |  |  |  |  |  | Saint-Alexandre Olympique Spiripontain (1967-1968) | Saint-Alexandre Olympique Spiripontain (1967-1968) | Saint-Alexandre Olympique Spiripontain (1967-1968) | Saint-Alexandre Olympique Spiripontain (1967-1968) | Saint-Alexandre Olympique Spiripontain (1967-1968) | Saint-Alexandre Olympique Spiripontain (1967-1968) |
|                                               |                                               |                                               |                                               |                                               |                                               |                                          |  |                                               |                                               |                                               |                                               |                                               |                                               |  |  | Bagnols-Jeunesse (1977-1992) | Bagnols-Jeunesse (1977-1992) | Bagnols-Jeunesse (1977-1992)                                          | Bagnols-Jeunesse (1977-1992)                                          | Bagnols-Jeunesse (1977-1992)                                          | Bagnols-Jeunesse (1977-1992)                                          |                                                                       |                                                                       | Olympique Spiripontain (1968-2000)                  | Olympique Spiripontain (1968-2000)                  | Olympique Spiripontain (1968-2000)                  | Olympique Spiripontain (1968-2000)                  | Olympique Spiripontain (1968-2000)                  | Olympique Spiripontain (1968-2000)                  |  |  |                                  |                                  |                                  |                                  |                                  |                                  |  |  |  |  |  |  |  |  |  |  |                                                    |                                                    |                                                    |                                                    |                                                    |                                                    |
|                                               |                                               |                                               |                                               |                                               |                                               |                                          |  |                                               |                                               |                                               |                                               |                                               |                                               |  |  |                              |                              |                                                                       |                                                                       |                                                                       |                                                                       |                                                                       |                                                                       |                                                     |                                                     |                                                     |                                                     |                                                     |                                                     |  |  |                                  |                                  |                                  |                                  |                                  |                                  |  |  |  |  |  |  |  |  |  |  |                                                    |                                                    |                                                    |                                                    |                                                    |                                                    |
|                                               |                                               |                                               |                                               |                                               |                                               |                                          |  | Union Club Bagnols Jeunesse (1992-1993)       | Union Club Bagnols Jeunesse (1992-1993)       | Union Club Bagnols Jeunesse (1992-1993)       | Union Club Bagnols Jeunesse (1992-1993)       | Union Club Bagnols Jeunesse (1992-1993)       | Union Club Bagnols Jeunesse (1992-1993)       |  |  |                              |                              |                                                                       |                                                                       | Casa d'Espagne (1976-1993)                                            | Casa d'Espagne (1976-1993)                                            | Casa d'Espagne (1976-1993)                                            | Casa d'Espagne (1976-1993)                                            | Casa d'Espagne (1976-1993)                          | Casa d'Espagne (1976-1993)                          |                                                     |                                                     |                                                     |                                                     |  |  |                                  |                                  |                                  |                                  |                                  |                                  |  |  |  |  |  |  |  |  |  |  |                                                    |                                                    |                                                    |                                                    |                                                    |                                                    |
|                                               |                                               |                                               |                                               |                                               |                                               |                                          |  | Union Club Bagnols Jeunesse (1992-1993)       | Union Club Bagnols Jeunesse (1992-1993)       | Union Club Bagnols Jeunesse (1992-1993)       | Union Club Bagnols Jeunesse (1992-1993)       | Union Club Bagnols Jeunesse (1992-1993)       | Union Club Bagnols Jeunesse (1992-1993)       |  |  |                              |                              |                                                                       |                                                                       | Casa d'Espagne (1976-1993)                                            | Casa d'Espagne (1976-1993)                                            | Casa d'Espagne (1976-1993)                                            | Casa d'Espagne (1976-1993)                                            | Casa d'Espagne (1976-1993)                          | Casa d'Espagne (1976-1993)                          |                                                     |                                                     |                                                     |                                                     |  |  |                                  |                                  |                                  |                                  |                                  |                                  |  |  |  |  |  |  |  |  |  |  |                                                    |                                                    |                                                    |                                                    |                                                    |                                                    |
|                                               |                                               |                                               |                                               |                                               |                                               |                                          |  |                                               |                                               |                                               |                                               |                                               |                                               |  |  |                              |                              |                                                                       |                                                                       |                                                                       |                                                                       |                                                                       |                                                                       |                                                     |                                                     |                                                     |                                                     |                                                     |                                                     |  |  |                                  |                                  |                                  |                                  |                                  |                                  |  |  |  |  |  |  |  |  |  |  |                                                    |                                                    |                                                    |                                                    |                                                    |                                                    |
|                                               |                                               |                                               |                                               |                                               |                                               |                                          |  | Union Club Bagnols Jeunesse (1993-2000)       |                                               |                                               |                                               |                                               |                                               |  |  |                              |                              |                                                                       |                                                                       |                                                                       |                                                                       |                                                                       |                                                                       |                                                     |                                                     |                                                     |                                                     |                                                     |                                                     |  |  |                                  |                                  |                                  |                                  |                                  |                                  |  |  |  |  |  |  |  |  |  |  |                                                    |                                                    |                                                    |                                                    |                                                    |                                                    |
|                                               |                                               |                                               |                                               |                                               |                                               |                                          |  |                                               |                                               |                                               |                                               |                                               |                                               |  |  |                              |                              |                                                                       |                                                                       |                                                                       |                                                                       |                                                                       |                                                                       |                                                     |                                                     |                                                     |                                                     |                                                     |                                                     |  |  |                                  |                                  |                                  |                                  |                                  |                                  |  |  |  |  |  |  |  |  |  |  |                                                    |                                                    |                                                    |                                                    |                                                    |                                                    |
|                                               |                                               |                                               |                                               |                                               |                                               |                                          |  |                                               |                                               |                                               |                                               |                                               |                                               |  |  |                              |                              |                                                                       |                                                                       |                                                                       |                                                                       |                                                                       |                                                                       |                                                     |                                                     |                                                     |                                                     |                                                     |                                                     |  |  |                                  |                                  |                                  |                                  |                                  |                                  |  |  |  |  |  |  |  |  |  |  |                                                    |                                                    |                                                    |                                                    |                                                    |                                                    |
|                                               |                                               |                                               |                                               |                                               |                                               |                                          |  | Football Club Bagnols-Pont (Depuis 2000)      |                                               |                                               |                                               |                                               |                                               |  |  |                              |                              |                                                                       |                                                                       |                                                                       |                                                                       |                                                                       |                                                                       |                                                     |                                                     |                                                     |                                                     |                                                     |                                                     |  |  |                                  |                                  |                                  |                                  |                                  |                                  |  |  |  |  |  |  |  |  |  |  |                                                    |                                                    |                                                    |                                                    |                                                    |                                                    |

## Palmarès et records
À l'issue de la saison 2017-2018, le Football Club Bagnols-Pont totalise 5 participations en CFA 2.
Le club a participé à 26 éditions de la coupe de France[réf. nécessaire].
Le tableau ci-dessous récapitule tous les matchs officiels disputés par le club dans les différentes compétitions nationales à l'issue de la saison 2017-2018 :
| Championnats               | Saisons | Titres | J   | G   | N   | P   | Bp  | Bc  | Diff |
| Nationale 3/CFA 2          | 5       | 0      | 142 | 47  | 39  | 56  | 160 | 173 | -13  |
| Division Honneur           | 16      | 3      | 418 | 172 | 100 | 136 | 597 | 518 | +79  |
| Division Honneur Régionale | 2       |        |     |     |     |     |     |     |      |
| Coupes nationales          | Saisons | Titres | J   | G   | N   | P   | Bp  | Bc  | Diff |
| Coupe de France            | 26      | 0      |     |     |     |     |     |     |      |

### Palmarès
Le palmarès du club se compose de trois victoires en Division d'honneur du Languedoc-Roussillon et de trois victoires en coupe Gard-Lozère.
| Compétitions nationales                                                | Compétitions régionales |
| - Championnat de France National 3 - Meilleur classement : 3e en 1996. | - Division d'honneur du Languedoc-Roussillon (3 titres) - Champion : 1995, 2005, 2010. - Coupe Gard-Lozère (3 titres) - Vainqueur : 2002, 2004, 2009. |

## Stades
| \| Stade Clos Bon Aure Stade Léo Lagrange \| Emplacement des différents · stades. |
| Stade Clos Bon Aure Stade Léo Lagrange                                            |

Le stade principal du club est le stade Clos Bon Aure. Il est situé rue du 8 mai 1945 à Pont-Saint-Esprit.
Les dirigeants utilisent également comme terrain, le stade Léo Lagrange situé Place Flora Tristan à Bagnols-sur-Cèze.

## Joueurs et personnalités

### Joueurs emblématiques
Plusieurs joueurs du club ont eu la chance de pouvoir avoir une carrière professionnelle :
- Nicolas de Préville
- Mohamed Benyachou
- Rogerio Moreira

De plus, le FCBP a compté dans ses rangs la joueuse de l'équipe de France féminine Sandie Toletti, entre 2006 et 2010 qui a été formée au SP.C Cavillargues

### Entraîneurs et présidents
Il y a eu plusieurs présidents à la tête du club depuis sa création. Le club a connu également plusieurs entraîneur qui se sont succédé tout au long de ces années.
| Rang | Nom             | Période             |
| ---- | --------------- | ------------------- |
| ?    | Franck Orsoni   | 2000-2003           |
| ?    | José Carascosa  | Oct. 2005-nov. 2005 |
| ?    | André Basile    | 2006-2008           |
| ?    | Youssef Bouzar  | 2008-2009           |
| ?    | Franck Orsoni   | 2009-déc. 2010      |
| ?    | Ramzi Youssefi  | Janv.-juil. 2011    |
| ?    | Gilles Agniel   | Juil. 2011          |
| ?    | Rogerio Moreira | 2011-2014           |
| ?    | Samuel Cruz     | 2014-2018           |
| ?    | Rogerio Moreira | 2018-2020           |
| ?    | Gilles Agniel   | 2020-2022           |
| ?    | André Basile    | 2022-2024           |
| ?    | Freddy Morel    | 2024-               |

| Rang | Nom                                 | Période     |
| ---- | ----------------------------------- | ----------- |
| ?    | Gérard Védrine et Alain Pommier     | Années 2000 |
| ?    | Yohann Bouchard                     | ?           |
| ?    | Francis Robert                      | ?-2010      |
| ?    | Olivier Jeannin (intérim)           | 2010        |
| ?    | Serge Kayi                          | 2010-2011   |
| ?    | René Cret                           | 2011-2013   |
| ?    | Younès Bouchouchi et Bernard Cochet | 2013-?      |
| ?    | Jean-François Gravier               | ?           |
| ?    | Nathalie Godart                     | 2018-2021   |
| ?    | Gérard Védrine                      | 2021-2024   |
| ?    | Amar Kouadri-Henni                  | 2024-2024   |

| Rang | Nom                                 | Période     |
| ---- | ----------------------------------- | ----------- |
| ?    | Gérard Védrine et Alain Pommier     | Années 2000 |
| ?    | Yohann Bouchard                     | ?           |
| ?    | Francis Robert                      | ?-2010      |
| ?    | Olivier Jeannin (intérim)           | 2010        |
| ?    | Serge Kayi                          | 2010-2011   |
| ?    | René Cret                           | 2011-2013   |
| ?    | Younès Bouchouchi et Bernard Cochet | 2013-?      |
| ?    | Jean-François Gravier               | ?           |
| ?    | Nathalie Godart                     | 2018-2021   |
| ?    | Gérard Védrine                      | 2021-2024   |
| ?    | Amar Kouadri-Henni                  | 2024-2024   |

### Autres équipes
La réserve du club évolue en division de district Gard-Lozère (Départemental 3).
Les équipes de jeunes évoluent aux niveaux de la Ligue d'Occitanie et du district Gard-Lozère.